# فنتاستك فور
فنتاستك فور (بالإنجليزية: Fantastic Four)‏ هو فريق أبطال خارقين خياليين يظهرون في القصص المصورة التي تنشرها مارفل كومكس. ظهرت المجموعة للمرة الأولى في فنتاستك فور #1 في نوفمبر 1961. كان فنتاستك فور أول فريق أبطال خارقين من صنع الكاتب والمحرر ستان لي والفنان جاك كيربي. اكتسبوا قوة خارقة بعد التعرض لأشعة كونية أثناء مهمة علمية في الفضاء الخارجي.
وهم مستر فنتاستك (ريد ريتشاردز) عالم وزعيم المجموعة، الذي يمكن أن يمتد جسده لأطوال وأشكال عير عادية. والمرأة الخفية (سوزان «سو» ستورم)، التي تزوجت ريد في نهاية المطاف، يمكنها أن تجعل نفسها غير مرئية، والشعلة البشرية (جوني ستورم)، الأخ الأصغر لسو، الذي يمكنه أن يولد اللهب ويحيط نفسه به ويستطيع الطيران. وثينغ (بين غريم)، نجم كرة قدم أمريكية سابق وصديق ريد لديه لحم جسد كالصخور.